# Trimeresurus tibetanus
Trimeresurus tibetanus е вид змия от семейство Отровници (Viperidae).

## Разпространение
Видът е разпространен само в Тибет.